# Matthias Matussek

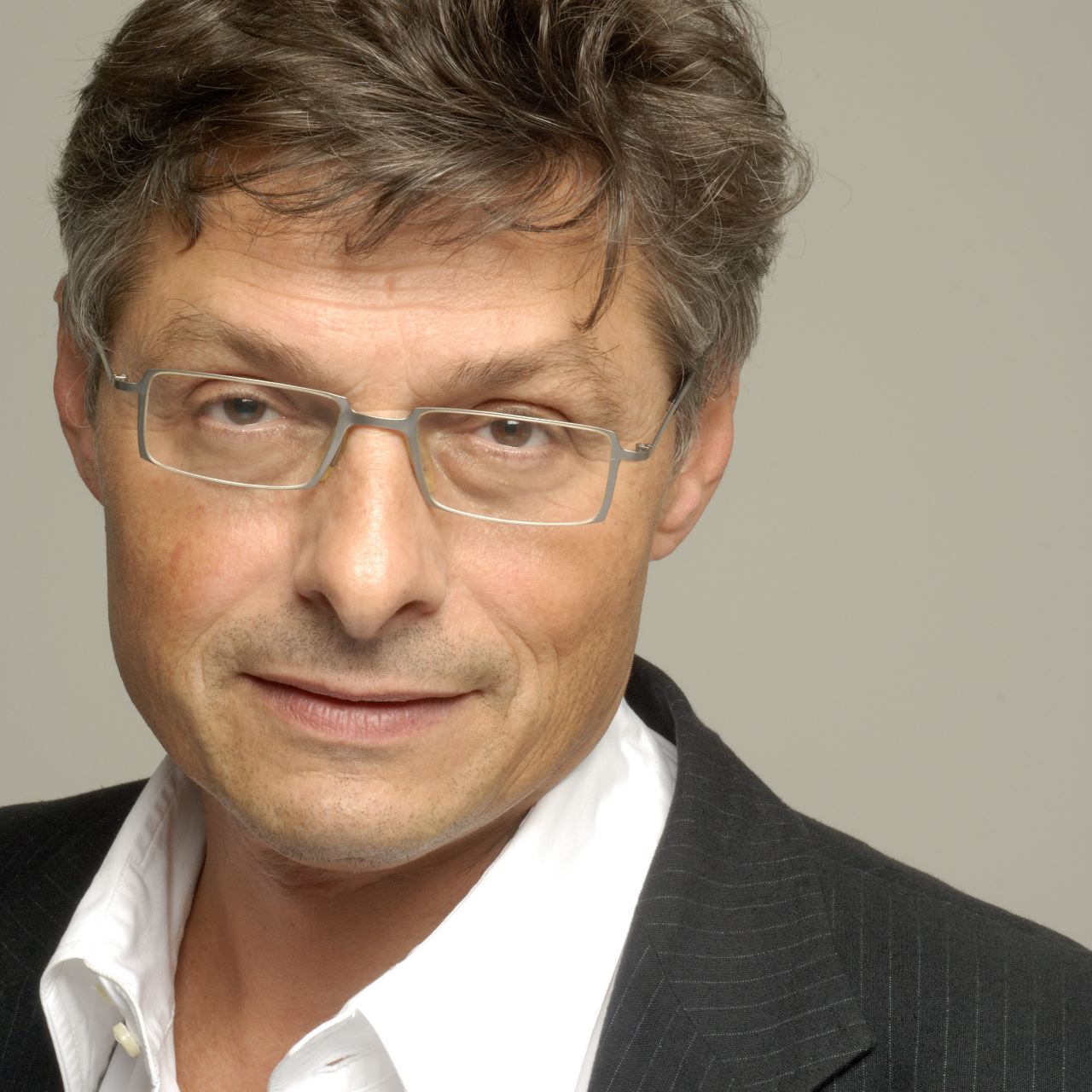
Matthias Matussek (2008)

Matthias Matussek (* 9. März 1954 in Münster) ist ein deutscher Journalist, Publizist und Schriftsteller. Von 1987 bis 2013 arbeitete er für den Spiegel. Seit den 2010er-Jahren vertritt er Positionen der Neuen Rechten.

## Leben
Matussek (Betonung des Namens auf der zweiten Silbe) besuchte drei Jahre lang das von Jesuiten geführte Aloisiuskolleg in Bonn-Bad Godesberg und wechselte dann zum Karls-Gymnasium in Stuttgart, wo er das Abitur ablegte. Danach begann er an der Freien Universität Berlin ein Studium der Amerikanistik, Germanistik und Allgemeinen und Vergleichenden Literaturwissenschaft. Nach der Zwischenprüfung brach er das Studium ab und wechselte auf die Deutsche Journalistenschule in München, die er 1977 mit einem Diplom abschloss. Danach begann er als Kulturredakteur bei der Berliner Zeitung Der Abend. Nach seinen Tätigkeiten für den Abend und für den Stern ging er 1987 zum Spiegel. Vom Mauerfall bis zum Tag der Deutschen Einheit berichtete er als Sonderkorrespondent aus Ost-Berlin, wofür er 1991 mit dem Egon-Erwin-Kisch-Preis ausgezeichnet wurde. Danach leitete Matussek die Büros des Spiegels in New York (1992), Rio de Janeiro (1999) und London (2003).
Von 2005 bis 2008 war er Leiter des Kulturressorts des Spiegels. Von Oktober 2006 bis April 2011 wöchentlich, danach bis Januar 2014 in loser Folge veröffentlichte Matussek auf Spiegel Online ein Vlog namens Matusseks Kulturtipp. Ende Oktober 2013 wechselte er zur Axel Springer AG, bei der er im November 2015 als Kolumnist der Tageszeitung Die Welt entlassen wurde. 2019 erlitt er einen Herzinfarkt. 2022 startete er den Podcast Matussek! auf dem Internet-Radiosender Kontrafunk.
Im Herbst 2020 gehörte er zu den Erstunterzeichnern des Appells für freie Debattenräume.

## Positionen

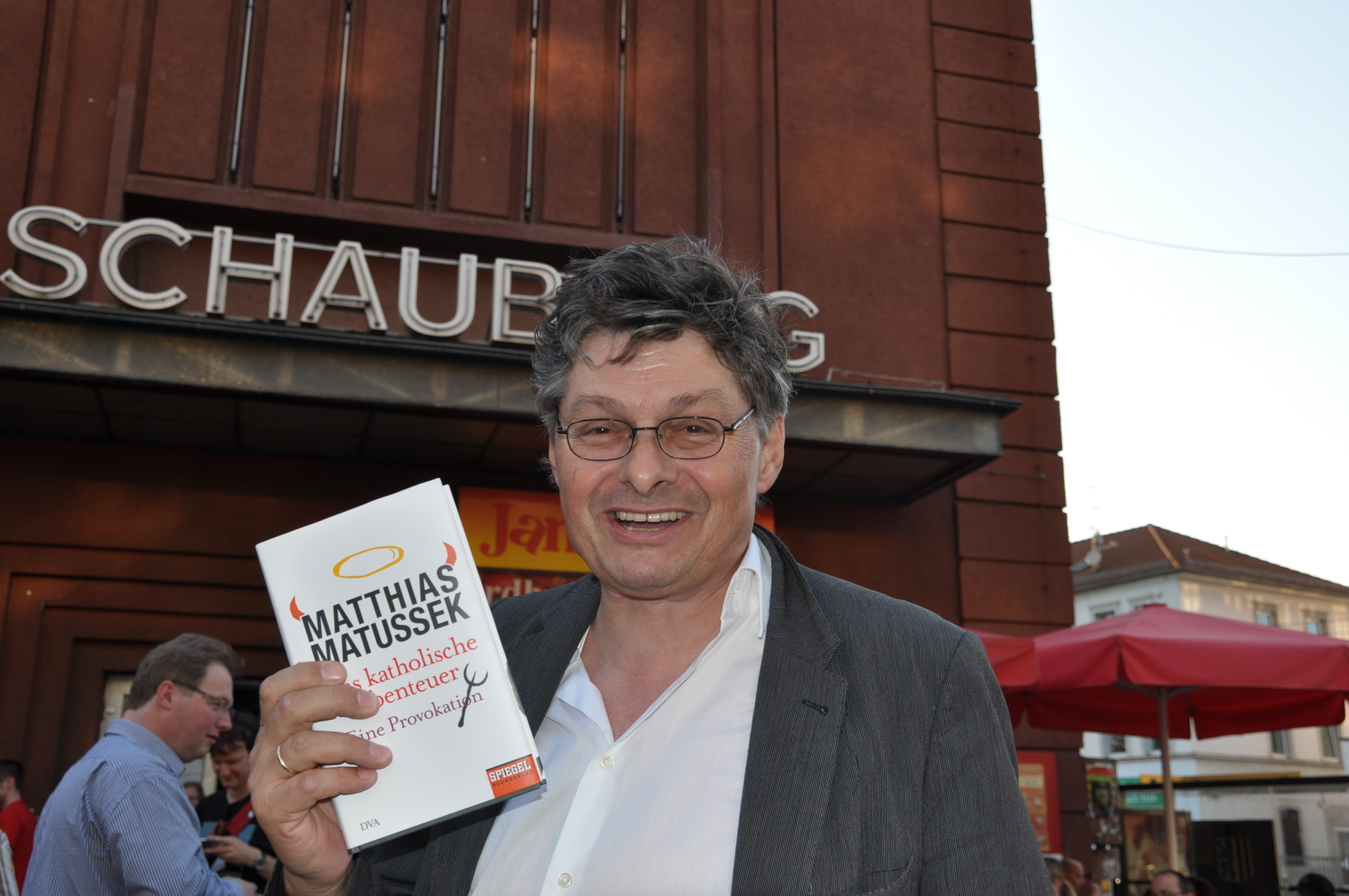
Matthias Matussek 2011 mit einem Exemplar seines Buchs Das katholische Abenteuer

Durch Artikel und Bücher wie Die vaterlose Gesellschaft (1998), Wir Deutschen (2006) und Das katholische Abenteuer (2011) – allesamt deutsche Bestseller – griff Matussek wiederholt kontroverse Themen auf. Er vertritt dabei in der Öffentlichkeit konservative Werte wie Glauben, Familie oder Patriotismus.
2009 kritisierte er den gegenwärtigen deutschen Konservatismus, der seiner Ansicht nach einen „Klassenkampf von oben“ führe, und bezeichnete sich als einen „versehentlichen Linken“. Als „unzuverlässiger Konservativer“ und Sohn eines CDU-Bürgermeisters betrachtete er den Klassenkampf von oben als „verspäteten Kulturkampf, in dem die bürgerliche Mitte die 68er ein weiteres Mal besiegt wie in einer ständigen Sedanfeier aus Alt- und Jungkonservativen“. Das konservative Juste Milieu, „welches die allerschwersten ökonomischen Panikattacken hinter sich hat“, sei lediglich beschäftigt, „sich auf die Schulter zu klopfen, mit geradezu unerträglicher Selbstzufriedenheit“. Der heutige Konservatismus sei „zu einer öden Lifestyle-Spießerei und verspäteten Abrechnungen mit dem linken Gegner von einst abgesunken“ und habe „Werte zertrümmert, radikaler, als es die Linke je vermocht hätte“.
2010 bezeichnete er in einem Debattenbeitrag für den Spiegel die Sarrazin-Debatte unter anderem als Chiffre „für die Empörung darüber, wie das Justemilieu der Konsensgesellschaft den Saalschutz losschickt, um einen verstörenden Zwischenrufer nach draußen zu eskortieren“. Debatten zu Identität (z. B. kulturelle Identität) und Leitkulturen würden in einer zunehmend globalisierten Welt geführt, was „nur ein Beharren auf Traditionen und Werten, zu denen auch die Religion gehört“, bedeute. Über einige Passagen des Sarrazin-Buches Deutschland schafft sich ab urteilte Matussek: „In ihnen spricht sich die Melancholie darüber aus, dass die Deutschen nicht nur demografisch an ihrem Verschwinden arbeiten, sondern sich auch von ihren Kultur- und Bildungshorizonten verabschieden.“  Den Kritikern der Pegida-Bewegung warf Matussek 2014 auf Facebook vor: „Wer beim rituellen Treten gegen diese Menschen mitmacht, hat die Gesinnung von HJ-Pöbeln.“
Nach eigenem Bekunden ist Matussek ein praktizierender Katholik, der regelmäßig beichtet, da es „entlastender“ sei, „als auf die ganz große Schlussabrechnung durch einen gnädigen Gott zu warten, wie es Protestanten tun“. Seinen Katholizismus kommentierte er 2011 so: „Ich bin so leidenschaftlich katholisch, wie ich vor vierzig Jahren Marxist war. Warum? Weil mein Verein angegriffen wird.“ Er ist Unterstützer der katholischen Laienbewegung Deutschland pro Papa. Des Weiteren unterzeichnete er unter dem Titel „Petition pro Ecclesia“ ein Gegenmemorandum zu Kirche 2011: Ein notwendiger Aufbruch, und er tritt für den Erhalt des Zölibats ein, kritisiert aber in seinem Buch Das katholische Abenteuer die Kirchensteuer als eine „moderne Form von Ablasshandel“.
Im September 2012 fasste die katholische Kirche in Deutschland einen Entschluss mit dem Tenor Keine Sakramente ohne Kirchensteuer. Matussek fragte sich, „wie misstrauisch die deutsche katholische Kirche sein [müsse], die Sakramente an Mitgliedsbeiträge zu binden“, und prognostizierte „So wird sie in sich zusammensinken: Alte sterben, Junge bleiben weg“; er empfahl, die Kirche sollte auf Freiwilligkeit bauen. Im September 2015 äußerte er sich gegen die Anerkennung der gleichgeschlechtlichen Ehe in Deutschland in einem Disput mit Henny Engels vom LSVD-Vorstand. Auf der Online-Seite des Debattenmagazins The European bezeichnete Matussek Homosexualität überdies als „Fehler der Natur“ und verglich sie mit Taubheit und Erbkrankheiten wie der Ahornsirupkrankheit. Bei einem „Journalistischen Kolloquium“ 2012 an der Universität Eichstätt widersprach er der These, dass der Islam zu Deutschland gehöre; er bezeichnete diese Religion vielmehr als „Bedrohung“, die u. a. zur Folge habe, dass man „stundenlange Kontrollen an Flughäfen“ durchführe.
Nach den Pariser Terroranschlägen vom 13. November 2015 äußerte Matussek auf seinem Facebook-Account: „Ich schätze mal, der Terror von Paris wird auch unsere Debatten über offene Grenzen und eine Viertelmillion unregistrierter junger islamischer Männer im Lande in eine ganz neue frische Richtung bewegen.“ Diese Einschätzung beendete er mit einem ‚Smiley‘, dem Emoticon für Freude. Insbesondere das lächelnde Smiley wurde in diesem Zusammenhang als unpassend kritisiert. Der Chefredakteur der Welt, Jan-Eric Peters, nannte das Posting – ebenfalls via Facebook – „durchgeknallt“ und distanzierte sich von Matusseks Aussage. Am 17. November 2015 trennte sich  Die Welt mit „sofortiger Wirkung“ von ihrem Kolumnisten. Kurz danach, am 21. November 2015, hielt Matussek die Laudatio bei der Verleihung des Gerhard-Löwenthal-Ehrenpreises an Heimo Schwilk, der durch die Wochenzeitung Junge Freiheit vergeben wird, die als Sprachrohr der Neuen Rechten gilt.
Anfang 2017 wurde bekannt, dass sich Matussek an einer ihm telefonisch durch das Satiremagazin Titanic angebotenen Position bei der rechtspopulistischen Nachrichten- und Meinungswebsite Breitbart News Network interessiert zeigte.
2017 äußerte Matussek, die „lustigen Aktionen“ der vom Bundesamt für Verfassungsschutz beobachteten rechtsextremen Identitären Bewegung (IB) seien „einfach so geil“. Im Juli 2017 erschien ein Artikel, in dem er seine Wandlung „zum heutigen Matussek“ skizzierte und sich selbst als „Sympathisant der Identitären“ bezeichnete. Im selben Jahr porträtierte Matussek in Roger Köppels Weltwoche die IB-Aktivisten Martin Sellner und Martin Lichtmesz unter dem Titel „Rechts. Na und?“.
Matussek bekannte sich öffentlich zur AfD und gehörte zu den Erstunterzeichnern der von Vera Lengsfeld ausgegangenen Initiative Gemeinsame Erklärung 2018. In deren Wortlaut wird eine Beschädigung Deutschlands durch „illegale Masseneinwanderung“ behauptet und Solidarität mit friedlichen Demonstranten bekundet, welche für eine Wiederherstellung der „rechtsstaatlichen Ordnung an den Grenzen unseres Landes“ demonstrieren. Nach Recherchen von Martin Machowecz gehört er auch zu einem hinter dieser Erklärung stehenden Zirkel um dessen Gründer Jörg Baberowski, dem auch Thilo Sarrazin, Monika Maron, Cora Stephan, Vera Lengsfeld und Dieter Stein angehören. Regelmäßiger Treffpunkt der Gruppe ist die Bibliothek des Konservatismus.
Am 19. März 2018 trat er als Redner auf der montäglichen „Merkel muss weg“-Kundgebung vor dem Bahnhof Hamburg Dammtor auf und warnte vor etwa 200 Teilnehmern vor einer „Islamisierung“. Er sehe eine „Flut muslimischer Bodybuilder“ im Lande. In dem im Juni 2018 erschienenen Artikel Überwerfung porträtierte ihn der Zeit-Reporter Malte Henk und zeichnete Matusseks Weg vom Spiegel-Reporter zum Vertreter der Neuen Rechten nach.
Matussek bestreitet den anthropogenen Klimawandel, der für ihn „kein menschengemachtes Phänomen“ sei. Das Wetter, so Matussek, mache „der liebe Gott“. Die schwedische Klimaschutz-Aktivistin Greta Thunberg bezeichnete er als „Heiligenfigur einer Ersatzreligion“.
Im März 2019 machte der Satiriker und Fernsehmoderator Jan Böhmermann bekannt, dass an Matusseks Geburtstagsfeier ein vorbestraftes Mitglied der rechtsextremen Identitären Bewegung, außerdem Erika Steinbach, die Leiterin der AfD-nahen Desiderius-Erasmus-Stiftung, Andreas Lombard, Chefredakteur des Magazins Cato, und Dieter Stein, Verleger der Wochenzeitung Junge Freiheit, teilgenommen haben. Böhmermann führte in seiner Sendung den Song Licht an! Licht an! auf, in dem er Reinhold Beckmann parodierte, der bei Matussek mit seiner Gitarre aufgetreten war. Das Musikvideo zum Song Linksradikale (2019) der Band Egotronic spielt auf die Geburtstagsfeier an.
Nach der US-Wahl 2020 behauptete Matussek, dass Donald Trump „die meisten Stimmen von minorities seit den 60er Jahren des vorigen Jahrhunderts auf sich vereinigt“ habe, da diese „von der Schmierigkeit [...] und der komplett bescheuerten und ideologisch schuldfreien Radikalität ihrer marxistischen black-lives-matter und Antifa-Street-Gangs die Nase voll“ hätten. Nach dem Feststehen der Niederlage Trumps schrieb Matussek, der „Platz in der Geschichte“ sei Trump „sicher, egal was deutsche Amerikahasser dazu meinen“.
Matussek ist Gastautor bei der Achse des Guten und dem rechtsextremen Blog PI-News sowie bei Tichys Einblick, der Schweizer Weltwoche, Deutschland-Kurier, Cato und Tumult. Vierteljahresschrift für Konsensstörung.

## Juristische Auseinandersetzungen
Am 10. August 2013 strahlte die ARD eine Folge der Krömer – Late Night Show aus, in der Kurt Krömer seinen Gast Matussek als „hinterfotziges Arschloch“ sowie als „Puffgänger“ bezeichnete. Matussek versuchte erfolglos, mit Hilfe seines Anwalts Joachim Steinhöfel die Ausstrahlung mit einer einstweiligen Verfügung zu verhindern. Das Hamburger Oberlandesgericht wies dieses Ansinnen in zweiter Instanz zurück, weil es sich um Satire gehandelt habe, Matussek über den Charakter der Sendung habe informiert sein müssen und er sich selbst entsprechend beteiligt habe, indem er Krömer seinerseits als „blöde Sau“ titulierte.
Nachdem die Journalistin Silke Burmester am 14. August 2013 in ihrer Kolumne für Die Tageszeitung Matussek und das Urteil unter dem Titel Das große Quiz der Puffgänger thematisiert hatte, erwirkte Matussek vor dem Landgericht Köln eine einstweilige Verfügung auf Unterlassung gegen sie.
Am 12. Januar 2024 teilte Matussek auf Facebook ein von ihm nachbearbeitetes Foto, das ursprünglich aus der sogenannten Correctiv-Recherche stammte. Er versah das Foto mit dem Text „Die Chebli schieben wir als erste ab“ bezugnehmend auf die Autorin und Aktivistin Sawsan Chebli. Chebli bezeichnete den Post als rassistisch. Correctiv verklagte Matussek daraufhin wegen Urheberrechtsverletzung. In einem YouTube-Video kommentierte Anwalt Chan-jo Jun am 8. Juni 2024, dass Matussek eine strafbewehrte Unterlassungserklärung abgegeben und den Post gelöscht habe.

## Rezeption

### Romanfigur „Leo Lattke“ in Thomas Brussigs WenderomanWie es leuchtet(2004)
Matussek diente als Vorlage für die Figur des Reporters „Leo Lattke“ in Thomas Brussigs Wenderoman Wie es leuchtet. Brussig, der das Vorwort zu Matusseks Palasthotel oder Wie die Einheit über Deutschland hereinbrach schrieb, hatte ihn nach dem Mauerfall im Berliner Palasthotel beobachten können, von dem aus Matussek für den Spiegel über die DDR berichtete und in dem Brussig als Portier arbeitete. Er beschreibt den Journalisten Lattke als unangenehmen und reizbaren Menschen, aber auch als genialischen Reporter – eine Beschreibung, die von Matusseks Journalistenkollegen für „ziemlich lebensnah“ gehalten wurde. Alexander Osang bezeichnete Matusseks Buch Palasthotel als bestes Reporterbuch über die Wendezeit.

### Das katholische Abenteuer(2011)
Alexander Wallasch schrieb 2011 in der Süddeutschen Zeitung: „Matussek glaubt offenbar wirklich. Das ist sicher die eindringlichste Erkenntnis, die man aus dem Buch Das katholische Abenteuer gewinnt. Der Autor spricht aus einer Trutzburg: ‚Ich denke katholisch, ich fühle und lache und wüte katholisch, ich sündige, ich beichte, ich schaue katholisch auf die Welt.‘“
Der Theologie-Professor Rainer Kampling schrieb 2011 im Deutschlandradio Kultur über Das katholische Abenteuer: „Matussek denkt und schreibt in einem theologischen Vakuum, das er als seinen Kinderglauben ausgibt – selbstverliebt, arrogant und glaubensignorant. Über den Katholizismus, seine theologische Tiefe, seinen Reichtum an intellektueller Leistung, über seine strenge Schule des Denkens und Glaubens oder die Kirchengeschichte erfährt man auf den 358 Seiten des Buches erschreckend wenig […] Dieses Buch ist peinlich – in der Wortwahl, im Stolz des Autors auf seine theologische Unbildung, in seiner Schludrigkeit. Und peinlich ist die Vorstellung, jemand könne glauben, das sei nun katholisch. […]“
Der Münchner Theologe Friedrich Wilhelm Graf befand zum gleichen Buch im Feuilleton der Frankfurter Allgemeinen Zeitung, dass Matussek auf „aggressive Polemik, kalkulierte Beleidigung, radikale Subjektivität und professionellen Amoklauf“ setze. „Intellektuelle Tugenden wie Nachdenklichkeit, Arbeit am Begriff, Unterscheidungsfähigkeit und Bereitschaft zur Selbstkritik liegen Matussek fern.“ Dass Kurienkardinal Paul Josef Cordes diese Sammlung von „schlechten Essays und guten Interviews“ als „ein Kaleidoskop des Glaubens“ und „echten Impuls zum Apostolat“ gepriesen habe, zeige lediglich „die intellektuelle Krise des deutschen Katholizismus“.
Reinhold Michels, Redakteur der Rheinischen Post, beschrieb 2012 Matusseks Auftreten bei einer Podiumsdiskussion und schrieb u. a.: „[…] Matussek, der mit dem Etikett ‚leidenschaftlicher Traditions-Katholik‘ zurückhaltend beschrieben ist […]. Matussek pries ‚all die wunderbare katholische Folklore‘, die er stets als stützend empfunden habe.“

### NovelleDie Apokalypse nach Richard(2012)
Ende 2012 veröffentlichte Matussek seine Novelle Die Apokalypse nach Richard. Der Kritiker Hellmuth Karasek sprach von einem „Kunststück“: „eine fromme Weihnachtsgeschichte […] mit Wundern und apokalyptischem Ende – doch voller Wärme, ja Witz“, und Stephan Sattler urteilte in der Zürcher Weltwoche, Matussek sei „ein Stück äußerst lebendiger Prosa gelungen, voll Witz, aber auch Zärtlichkeit“.

### Homophobie
Matussek polemisierte im Februar 2014 auf Welt Online als Reaktion auf eine Sendung bei Menschen bei Maischberger zum Thema Homophobie, er sei „wohl homophob, und das ist gut so“. Dies kritisierten zwei Welt-Redakteure als „eine Beleidigung nicht nur für Homosexuelle, sondern für die Liebe insgesamt“ und als „unchristlich“. Der Tagesspiegel warf Matussek vor, ein „fast schon fanatischer Katholik“ zu sein, und warf die Frage auf, ob Homophobie wie andere Phobien heilbar sei. Auch der Medienjournalist Stefan Niggemeier nahm sich des Themas an und kritisierte auf seinem Blog unter anderem, dass Matussek in seinen Kommentaren zur Homosexualitätsdebatte mehrere grundlegende Aspekte falsch interpretiere oder überhaupt nicht verstehe. Matussek unterstellte Niggemeier hieraufhin, er argumentiere „wie ein Hitlerjunge“. Alan Posener erklärt seine Haltung: „Warum in Gottes Namen will ich also Matthias Matussek verteidigen? Weil er nichts anderes sagt, als was im Katechismus der Katholischen Kirche steht.“ Auch die Matussek vorgeworfene Verknüpfung von Homophobie und Antisemitismus betrachtet Posener aus einem anderen Blickwinkel: „Dass Matussek Homophobie und Judenphobie zusammen denkt, ist aber auch deshalb richtig, weil sie geschichtlich fast immer zusammen gehören.“

### RomanArmageddon(2023)
2023 veröffentlichte er den autofiktionalen Roman Armageddon. Der Roman handelt von einem rechtskonservativen Journalisten, der von einem linken Aktivisten bedroht wird. Am Ende des Buchs lauert dieser ihm auf einem Friedhof auf und verletzt ihn mit einem Schuss. Knud Cordsen wies im Bayerischen Rundfunk auf die Parallelen der Hauptfigur Richard „Rico“ Hausmann mit Matussek hin. Zu den scharfsinnigsten Kapiteln zählten jene, in denen Rico alias Matussek mit seinem vormaligen Freund Benjamin von Stuckrad-Barre und Kai Diekmann abrechne. Fassungslos mache jedoch, dass Julian Reichelt als „einer der wirkungsvollsten Regimekritiker“ gefeiert werde, der gegen einen „neuen DDR-Obrigkeitsstaat“ kämpfe. Sebastian Leber bezeichnete den Roman im Tagesspiegel als „weinerlich“ und wies auf zahlreiche Fehler hin. Jan Fleischhauer, dem im Roman das Kapitel „Auftritt Jan Fleischhauer“ gewidmet ist, bezeichnete den Roman im Focus als ein Buch, das das „AfD-Gefühl“ perfekt wiedergebe. Matussek stellte den Roman im September 2023 bei einer Veranstaltung der AfD im schleswig-holsteinischen Mühbrook vor.

## Privates
Matussek ist Sohn des CDU-Kommunalpolitikers Josef Matussek und hat vier Brüder, u. a. den Diplomaten Thomas Matussek sowie Peter Matussek, Professor für Medienästhetik an der Universität Siegen. Er ist ein Neffe des Psychiaters Paul Matussek und des Biochemikers Norbert Matussek (1922–2009). Bis 1983 war Matussek mit der Schauspielerin Barbara Frey verheiratet. Aus seiner zweiten Ehe mit Ulrike Matussek ging ein Sohn hervor.
Von 2016 bis 2024 war er Mitglied der katholischen Studentenverbindung KAV Capitolina Rom im Cartellverband. Matussek lebt heute in Gelting an der  Flensburger Förde.

## Bücher
- Der Traum vom Sieg. Gruner & Jahr, Hamburg 1985.
- Palais Abgrund. edition Tiamat, Berlin 1990.
- Palasthotel oder Wie die Einheit über Deutschland hereinbrach. S. Fischer, Frankfurt am Main 1991, ISBN 3-10-048923-3.
- Palasthotel Zimmer 6101. Reporter im rasenden Deutschland. Rasch und Röhring, Hamburg 1991, ISBN 3-499-19339-6.
- Das Selbstmord-Tabu. Rowohlt, Reinbek bei Hamburg 1992, ISBN 3-499-13177-3.
- Bill Clinton. Droemersche Verlagsanstalt, München 1993 (Co-Autor).
- Showdown. Diogenes, Zürich 1994.
- Fifth Avenue. Diogenes, Zürich 1995, ISBN 3-257-06036-X.
- Long Flight Into Art. In: Icarus. New York University, New York 1997.
- Markus im Central Park. Märchen, Serie. In: Berliner Zeitung. Februar bis April 1997.
- Die vaterlose Gesellschaft. Briefe, Berichte, Essays. Rowohlt, Reinbek bei Hamburg 1998, ISBN 3-499-60816-2.
- Rupert oder Die Kunst des Verlierens. Diogenes, Zürich 2000, ISBN 3-257-23150-4.
- Der Prinz der Westend Avenue. Pegasus-Theaterverlag, 2001 (Dramatisierung des Romans von Isler).
- Götzendämmerung. Porträts am Ende des Jahrtausends. Patmos, Düsseldorf 2002, ISBN 3-491-72415-5.
- Eintracht Deutschland. Reportagen und Glossen aus der neuen Republik. Patmos, Düsseldorf 2002, ISBN 3-491-72421-X.
- Geliebte zwischen Strand und Dschungel. Hitzeschübe aus Rio de Janeiro. Picus, Wien 2004, ISBN 3-85452-792-6.
- Im magischen Dickicht des Regenwaldes. Reise durch den Amazonas. Picus, Wien 2005, ISBN 3-85452-799-3.
- Wir Deutschen. Warum die anderen uns gern haben können. S. Fischer, Frankfurt am Main 2006, ISBN 3-10-048922-5.
- Als wir jung und schön waren. S. Fischer, Frankfurt am Main 2008, ISBN 3-10-048924-1.
- Das katholische Abenteuer. Eine Provokation. Deutsche Verlagsanstalt, München 2011, ISBN 978-3-421-04514-0.
- Die Apokalypse nach Richard: Eine festliche Geschichte. Aufbau Verlag, Berlin 2012, ISBN 3-351-03501-2.
- White Rabbit oder Der Abschied vom gesunden Menschenverstand. FinanzBuch Verlag, 12. März 2018, ISBN 3-95972-080-7.
- Sucht und Ordnung: Wie ich zum Nichtraucher wurde und andere irre Geschichten. epubli, 2020, ISBN 978-3-7531-2830-6
- Armageddon. Europa Verlag, 2023, ISBN 978-3-95890-595-5.

## Auszeichnungen
- 1991 Egon-Erwin-Kisch-Preis
- 2007 Ehrenmitglied im Verein Deutsche Sprache[73]
- 2008 mit dem Goldenen Prometheus des Medienmagazins V.i.S.d.P. als „Onlinejournalist des Jahres“ ausgezeichnet[74]